# Die Bestatterin – Der Tod zahlt alle Schulden
Die Bestatterin – Der Tod zahlt alle Schulden ist ein deutscher Fernsehfilm von Isabel Braak aus dem Jahr 2019. Er entstand nach einem Drehbuch von Arne Nolting und Jan Martin Scharf. Der Kriminalfilm ist die erste Produktion aus der Filmreihe Die Bestatterin mit Anna Fischer in der Hauptrolle und wurde am 1. Juni 2019 erstmals im Fernsehen ausgestrahlt. Mit Die Bestatterin – Die unbekannte Tote wurde die Filmreihe am 28. Januar 2021 fortgesetzt.

## Handlung
Nach dem unaufgeklärten Tod ihrer Mutter bei einem Verkehrsunfall mit Fahrerflucht kehrt Lisa Taubenbaum in ihr Heimatdorf zurück, das im Mittelgebirge Schwäbische Alb liegt. Gemeinsam will sie dort mit ihrem Bruder Hannes und ihrem Vater Alfons, der als Folge des Unfalls im Rollstuhl sitzt, das familieneigene Bestattungsunternehmen weiterführen, obwohl es nicht gut läuft. Aufträge ergeben sich, als sich der örtliche Bankdirektor versehentlich bei der Jagd erschießt und eine ältere Dame augenscheinlich einem Herzanfall erliegt – nach Befund des Arztes beides leicht erklärbare Todesfälle. Für die örtlichen Polizeibeamten, die in Lisa Taubenbaums Augen sehr wenig Initiative zeigen, nicht Grund genug, aktiv zu werden, für Lisa aber schon. Ihr fallen an der Leiche von Ilse Wertbacher leichte Würgemale auf; zudem ist sie keine zwei Kilometer vom toten Bankdirektor entfernt aufgefunden worden. Für Lisa gibt es sogleich einen Zusammenhang, den sie zu klären versucht. Sie unterrichtet Ilses Enkelin von ihrer Entdeckung, die sich aber nicht vorstellen kann, wer ihre Oma hätte erwürgen sollen. Auch die Polizeibeamten wollen sie mit ihrer Entdeckung einfach nicht ernst nehmen.
Doch völlig unerwartet stört, zum Ärger der Trauergemeinde, Kriminalkommissar Thomas Zellinger aus Stuttgart die Beerdigungszeremonie und beschlagnahmt die Leiche. Lisa hatte ihre Untersuchungsergebnisse nach Stuttgart gemeldet und ist entsprechend überrascht, dass sich doch noch jemand für die wahre Todesursache zu interessieren scheint, nachdem drei Tage lang keine Reaktion erfolgte. Zellinger lobt Lisas Aufmerksamkeit und hört mit Interesse, dass es am selben Tag in ihrem Ort noch einen Todesfall gegeben hatte. Er befragt die für ihn in Frage kommenden Verdächtigen, was in Ilse Wertbachers Fall auch ihre Enkelin Anna einschließt, die als Haupterbin ein starkes Tatmotiv hätte. Das gefällt Lisa jedoch gar nicht, denn sie hat durch ihre Aktion schon das halbe Dorf gegen sich aufgebracht, da will sie es sich nicht auch noch mit ihrer einzigen Freundin verderben. Deshalb macht sich Lisa selbst auf die Suche nach dem Mörder. Sie erhofft sich Hinweise von den polnischen Erntehelfern, die für das Gut Wertbacher arbeiten. Dabei findet sie heraus, dass Ilse seit 30 Jahren ein Verhältnis mit Pawel Sulowski hatte und an ihrem Todestag auf dem Rückweg von Pawel zu ihrem Gut war. Nach Lisas Vermutung könnte Ilse dabei die Ermordung des Bankdirektors beobachtet haben und musste deshalb sterben.
Letztlich findet Lisa heraus, dass die aktuellen Morde auch sie ganz persönlich betreffen, denn ursächlich ist der Unfall ihrer Mutter, der von Bankdirektor Hubinger bis heute vertuscht werden konnte, da auch der Ortspolizist Franz Goller mit in seinem Auto saß und er die Ermittlungen im Sande verlaufen lassen hatte. Hubinger litt jedoch immer mehr unter einem schlechten Gewissen und wollte sich stellen, was unweigerlich zu Gollers beruflichem Aus geführt hätte. Deshalb erschoss er Hubinger und ließ es nach Selbstverschulden aussehen. Die alte Frau Wertbacher musste sterben, weil sie zufällig vorbeikam und Zeugin des Verbrechens wurde.

## Nebenhandlung
Wegen des nicht sehr üppigen Angebotes an heiratsfähigen Männern versucht Lisa ihr Glück über eine Singlebörse. Doch alle Kandidaten entsprechen so gar nicht Lisas Vorstellungen. Am Ende geht sie mit Kommissar Zellinger aus.

## Produktion und Hintergrund
Die Bestatterin – Der Tod zahlt alle Schulden wurde im Auftrag der ARD-Degeto durch die film gmbh für Das Erste produziert. Die Dreharbeiten fanden im Zeitraum vom 28. August bis zum 27. September 2018 unter dem Arbeitstitel Der Tod zahlt alle Schulden u. a. in Kirchheim unter Teck, Weilheim an der Teck und Neidlingen statt.
Die Kamera führte Simon Drescher; für den Ton zeichnete Rainer Plabst verantwortlich, für das Szenenbild Benedikt Herré, für das Kostümbild Petra M. Hanslbauer und für die Maske Mechthild Schmitt und Scharka Cechova. Verantwortliche Redakteure waren Katja Kirchen (Degeto) und Michael Schmidl (SWR). Für Isabel Braak war es erst die zweite Regiearbeit für einen Film in Spielfilmlänge.

## Rezeption

### Kritiken
Kino.de wertete: „Auf die Idee, Anna Fischer als Tochter eines schwäbischen Bestattungsunternehmers ins Rennen zu schicken, muss man erst mal kommen. Sei’s drum. Ihr zuzusehen ist auch dann eine Freude, wenn die Rahmenbedingungen nicht stimmen. Und bei diesem Degeto-Film passt einiges nicht zusammen. Nur wenige Figuren verfügen über Tiefe. Vor allem aber ist die Geschichte um die Heimkehrerin, die das Kleinstadtidyll stört, weil sie bei zwei Todesfällen Ungereimtheiten erkennt, sowas von erwartbar. Etwaige Reihenpläne lieber bestatten.“
Der Film „kann mit seinem morbiden und zugleich unverbrauchten Setting überzeugen, ebenso wie mit der passend besetzten Anna Fischer. Auch wenn das Finale nicht vollends zufriedenstellend ist, verbindet der Fernsehfilm die richtige Prise Humor mit Kriminalfall und hinterlässt den Zuschauer mit einem wohligen Gefühl, was man bei dem Filmtitel vielleicht nicht vermutet hätte“ meinte Martin Seng von Quotenmeter.de zusammenfassend und vergab für den Film 75 von 100 Prozent auf der Bewertungsskala.
Für tittelbach.tv vergab Rainer Tittelbach 4,5 von 6 möglichen Punkten für den Film. Zusammenfassend meinte er: „Landkrimis und Leichen mit Augenzwinkern haben Konjunktur. Für ‚Die Bestatterin – Der Tod zahlt alle Schulden‘ […] hat das Grimme-Preis-gekrönte Autorenduo Arne Nolting & Jan-Martin Scharf […] eine narrativ stimmige Genre-Kombination aus beiden Trends entwickelt. Figuren, Situationen, Dialoge, die Erotik der Interaktion – all das ist erkennbar überhöht und leicht komödiantisch unterfüttert. Da verbinden sich Schwarzhumoriges und regionale Bodenständigkeit, Witz mit Dialekt, Ernst und Emotion ausgewogen miteinander. Ganz vorzüglich zu diesem Tonlagenmix passt Anna Fischer als ermittelnde Bestatterin, der mal wieder alle Sympathien gehören. Der gute Gesamteindruck des Films spiegelt sich in zahlreichen filmischen Details: im liebevollen Szenenbild, in der klaren Bildsprache und der Darstellung der schwäbischen Landschaft (sie ist einfach da).“

### Einschaltquote
Die Erstausstrahlung von Die Bestatterin – Der Tod zahlt alle Schulden am 1. Juni 2019 wurde in Deutschland von 3,87 Millionen Zuschauern gesehen und erreichte einen Marktanteil von 17,2 % für Das Erste.